# Mönchbaataryn Cogtgerel
Mönchbaataryn Cogtgerel (mong. Мөнхбаатарын Цогтгэрэл; ur. 17 marca 1997) – mongolski zapaśnik walczący w stylu wolnym. Srebrny medalista mistrzostw Azji w 2021 i brązowy w 2020. 
Trzeci na mistrzostwach Azji U-23 w 2019 i juniorów w 2018 roku.